# Zozuli, Șîșakî
Zozuli (în ucraineană Зозулі) este un sat în comuna Fedunka din raionul Șîșakî, regiunea Poltava, Ucraina.

## Demografie
Componența lingvistică a localității Zozuli
     Ucraineană (96,3%)
     Rusă (3,7%)
Conform recensământului din 2001, majoritatea populației localității Zozuli era vorbitoare de ucraineană (96,3%), existând în minoritate și vorbitori de rusă (3,7%).